# Jahi Di'Allo Winston
Jahi Di'Allo Winston (Atlanta, 30 novembre 2003) è un attore statunitense, meglio noto per il ruolo di Luke O'Neil nella serie di Netflix Everything Sucks!.

## Biografia
Ha esordito all'età di 11 anni col ruolo di Simba nel musical di Broadway The Lion King, tratto dall'omonimo classico d'animazione Disney, che ha portato in scena dal dicembre 2014 al marzo 2016. Ha poi recitato in televisione, con ruoli regolari nelle serie Feed the Beast ed Everything Sucks!, e al cinema, da non protagonista in Sempre amici, I morti non muoiono e Queen & Slim. Nel 2020 ha ricevuto la candidatura come miglior attore emergente ai BET Awards e ai NAACP Image Awards per la sua interpretazione nel film Charm City Kings.

## Filmografia

### Cinema
- Sempre amici (The Upside), regia di Neil Burger (2017)
- Proud Mary, regia di Babak Najafi (2018)
- I morti non muoiono (The Dead Don't Die), regia di Jim Jarmusch (2019)
- Queen & Slim, regia di Melina Matsoukas (2019)
- Charm City Kings, regia di Ángel Manuel Soto (2020)
- Un fantasma in casa (We Have a Ghost), regia di Christopher Landon (2023)

### Televisione
- Feed the Beast – serie TV, 9 episodi (2016)
- Everything Sucks! – serie TV, 10 episodi (2018)
- The Resident – serie TV, episodio 1x05 (2018)

## Doppiatori italiani
Nelle versioni in italiano dei suoi film e serie televisive, Jahi Di'Allo Winston è stato doppiato da:
- Giulio Bartolomei in Queen & Slim, Sempre amici
- Lorenzo Del Romano in Un fantasma in casa
- Tommaso Di Giacomo ne I morti non muoiono
- Tito Marteddu in Everything Sucks!